# Гонсалес, Дасия
Дасия Гонсалес (исп. Dacia Gonzalez) 10 сентября 1940, Мехико, Мексика) — мексиканская актриса, внёсшая огромный вклад в историю мексиканского кинематографа — 106 работ в кино и телесериалах.

## Биография
Родилась 10 сентября 1940 года в Мехико. В мексиканском кинематографе дебютировала в 1959 году, и с тех пор снялась в 106 работах в кино и телесериалах. Была трижды номинирована на премию TVyNovelas, однако они не увенчались успехом.

### Личная жизнь
Дасия Гонсалес вышла замуж за актёра Луиса Аркараса-младшего (1937-2011) и родила ему двоих детей — Дасию (1967) и Луиса Аркарасов. Дасия Аркарас пошла по стопам своих родителей, став актрисой.

## Фильмография

### Теленовеллы
- Que te perdone Dios (2015) .... Vicenta Muñoz
- Por siempre mi amor (2013-2014) .... Lucha
- Abismo de pasión (2012) .... Blanca (Nina) de Elizondo
- Esperanza del corazón (2011-2012) .... Vecina de Lorenza
- Triunfo del amor (2010-2011) .... Mamá Lulú
- Al diablo con los guapos (2007) .... Madre Superiora
- Apuesta por un amor (2004-2005) .... Nana Clara García
- Vivan los niños (2002-2003).... Perpetua
- Обними меня крепче (2000-2001) .... Candelaria Campusano
- El niño que vino del mar (1999) .... Catalina Ortiz
- Esmeralda (1997) .... Rita Valverde
- Моя дорогая Исабель (1996) .... Lupe
- La sombra del otro (1996) .... Camila Corcuera
- Imperio de cristal (1994) .... Renata Ocampo
- Baila conmigo (1992) .... Teresa
- Alcanzar una estrella II (1991) .... Lucha Rueda
- Alcanzar una estrella (1990) .... Lucha Rueda
- Carrusel (1989) .... Rosalía de Guerra
- La gloria y el infierno (1986)
- Encadenados  (1969) .... Priscila
- Родительский суд (1960)

### Многосезонные ситкомы
- Как говорится (2011)
- Роза Гваделупе (2008) .... Rosario (episodio: "La esperanza del perdón")
- Женщина, случаи из реальной жизни (1996-2002)
- Plaza Sésamo (1995-1997) .... Doña Ana La Abuela
- Las aventuras de Capulina (Periodo I, 197?)

### Художественные фильмы
- Más que alcanzar una estrella (1992)
- Ambición sangrienta (1991)
- Hasta que la muerte nos separe (1989)
- El solitario indomable (1988)
- Cacería de narcos (1987)
- Todo un hombre (1983)
- En la tormenta (1982)
- Traigo la sangre caliente (1977)
- El albañil (1975)
- Un camino al cielo (1975)
- Nosotros los feos (1973)
- La tigresa (1973)
- Santo y el águila real (1973)
- La gran aventura (1969)
- Los dos Apóstoles (1966)
- El hombre de la furia (1966)
- Los tres salvajes (1966)
- Nido de águilas (1965)
- Rateros último modelo (1965)
- Perdóname mi vida (1965)
- Las invencibles (1964)
- Juicio contra un ángel (1964)
- Las hijas del Zorro (1964)
- María Pistolas (1963)
- Un tipo a todo dar (1963)
- Tiburoneros (1963)
- Молодые люди (1961)
- Venganza apache (1960)
- Los pistolocos (1960)
- Vivo o muerto (1960)
- Tin Tan y las modelos (1960)
- La casa del terror (1960)
- A tiro limpio (1960)
- La ley del más rápido (1959)
- Los hermanos Diablo (1959)
- El puma (1959)
- Del suelo no paso (1959)